# Domènec Sangrà
Domènec Sangrà (Manresa, Bages, Catalunya 19 d'abril de 1880- 1957) fou un compositor i director d'orquestra francès d'origen català.

## Biografia
Després de freqüentar durant un temps les aules del Col·legi de pares Jesuïtes de Manresa, passà a Barcelona, on assolí la plaça de primer violí en l'orquestra d'un teatre d'opereta. Però cedint a les instàncies del seu pare, tornà a la seva ciutat natal, i allí començà a dirigir als quinze anys a una orquestra d'amateurs, tots de més edat que ell, que interpretava algunes obres seves compostes per aquell temps, com un Tema per a violí i orquestra, i ell mateix executava les seves sis peces per a solo de violí. Quan ja comptava vint anys ingressà en l'Escola Municipal de Barcelona, de la qual sortí al cap de dos anys assolin els premis de violí i solfeig.
Després freqüentà la Schola Cantorum, i assolí, successivament, els diplomes de violí, música de cambra, harmonia i contrapunt, seguint així mateix per espai d'alguns anys els cursos de composició de Vincent d'Indy, com també els de piano i cant gregorià. En la capital de França començà a donar-se a conèixer com a director en la sala Charras, on el cèlebre autor dramàtic Charles Le Bargy reunia als solistes de Colonne i Lamoureux per a realitzar les visions d'art; ali dirigí per primera vegada el 1909 La Mort del Duc de Guisa, de Camille Saint-Saëns, assaig de l'adaptació de la música al cinematògraf, i també feu executar en presència de Vincent d'Indy la seva Esquisse symphonique.
De 1910 a 1913 dirigí un quartet de corda que interpretava la major part de les obres de Mozart, Beethoven, Schumann i d'autors d'aquell temps. El 1911 feu escoltar a Sant Sebastià i després a París, en l'Ateneu Saint-Germain, la seva Sonata per a piano. El 1912 dirigí en la Societat de Geografia el seu oratori Job, per a cors i solistes. També com a concertista de violí va merèixer en èpoques diferents la qualificació de virtuós.
Poc temps abans d'esclatar la Primera Guerra Mundial passà a establir-se a Brest (Finisterre), amb la intenció de consagrar-se especialment a la composició; però atesa l'afluència de deixebles que s'agrupaven al seu entorn, fundà aquest mateix any una escola superior de música, que ben aviat posseí una sala de concerts i la seva pròpia orquestra, dirigida per ell. Malgrat que residia habitualment fora de la capital, anava diverses temporades a París, on, amb la cooperació de la seva esposa, madame Darragon, i d'altres anomenats artistes, feu concerts excel·lents, oferint en alguns exclusivament obres pròpies, a les que el públic i la crítica parisenca dispensaren molt bona acollida.
El 1920 començà a Brest una sèrie de cursos d'història de la música, sessions en les quals, amenitzades amb freqüents concerts sobre les obres que s'analitzaven, prenent-hi part les primeres notabilitats artístiques de França i mestres com Parent i D'Indy, havent aquest últim dirigit el 1922 la seva Légende de Saint Cristophe. En aquests cursos, així com en els d'harmonia i orquestra, Sangrà va haver de desplegar i realitzar un llarg programa de tècnica, anàlisi i comprensió de l'art per l'estudi profund dels autors clàssics, tant antics com moderns.
Com a compositor Sangrá ocupa un lloc distingit en l'escola moderna francesa. La seva composició és vigorosa i d'una tècnica impecable; i a cavall del refinament preponderant d'escola, té sempre al seu abast, com tot bon deixeble de la Schola Cantorum, tal exuberància de recursos tècnics, que de no posseir, per altra part, un esperit ben equilibrat, que li podria haver creat un perill de caure en abusos.
De tant en tant la influència de Johann Sebastian Bach si revela en alguna de les seves obres. També la independència harmònica i l'expressiva declamació de Victòria el captiven, i sovint es deixava portar per les tendències d'aquest autor, que sempre anava envers el progrés. Finalment com a exemples de llurs obres principals, a més de les citades anteriorment fem un llistat de les que mereixen menció especial:
- Melodies y choeurs a cappella
- un Madrigal per a veus mixtes
- una Suite per a orquestra de corda (1914)
- Cataloniques (5 peces per a piano)
- Hispaniques (4 peces per a piano)
- Prélude et fugue
- Petit cànon
- Piece brève pour orgue (1916)
- Pange lingua, per a cors, veus mixtes i orgue (1916)
- La Vanneur, per a veus de dona i piano (1917)
- Sonata, per a violí i piano (1917)
- Quartet, per a corda (1919)
- una Simfonia una
- un Poema simfonic
- un Lied, per a violoncel i piano i moltes d'altres obres de menor importància.